# Giacinta Pezzana
Giacinta Pezzana (Torino, 28 gennaio 1841 – Aci Castello, 4 novembre 1919) è stata un'attrice teatrale e attrice cinematografica italiana.

## Biografia
Iscrittasi all'Accademia Filodrammatica di Torino nel 1857, fu respinta per mancanza di attitudini l'anno seguente; continuò quindi gli studi nella scuola di Carolina Gabusi Malfatti. Esordì in teatro nel 1859 con la compagnia Prina-Boldrini; passò quindi nella compagnia piemontese Toselli, una compagnia dialettale nella quale ottenne i suoi primi successi.
Nel 1862 diventò prima attrice nella compagnia Dondini, accanto ad Ernesto Rossi. Il suo repertorio comprendeva le tragedie di William Shakespeare, le commedie di Carlo Goldoni e i drammi romantici.

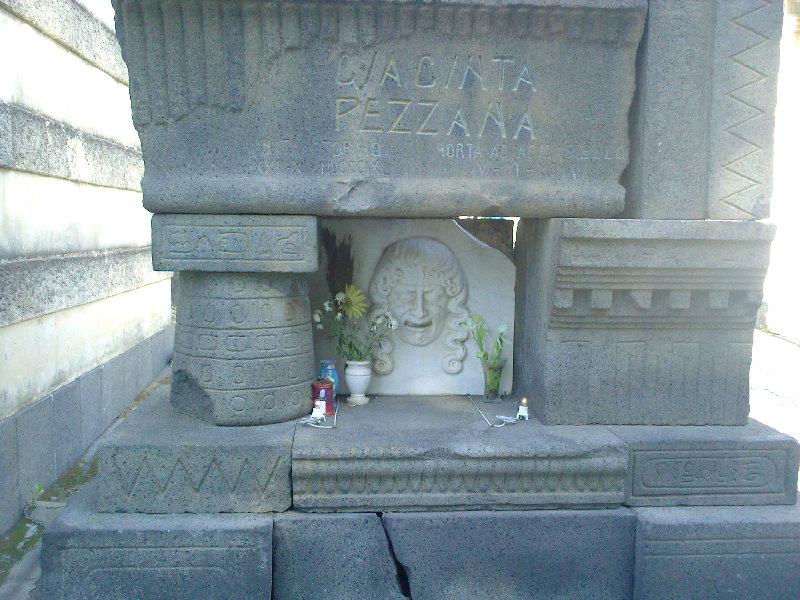
Monumento funebre a Giacinta Pezzana nel cimitero di Acicastello

Nel 1863 sposò lo scrittore Luigi Gualtieri, dal quale si separò alcuni anni dopo, padre dell'unica figlia Ada.
Nel 1865 passò nella compagnia di Luigi Bellotti Bon e nel 1868 nella compagnia del Teatro dei Fiorentini di Napoli. Costituì quindi una propria compagnia, insieme con Luigi Monti e Guglielmo Privato. Nel 1873 partì per una lunga tournée in Spagna, Portogallo, in Sudamerica e nell'Europa orientale, rientrando in Italia per una breve pausa nel 1877.
Nel 1879 al Teatro dei Fiorentini portò in scena Teresa Raquin di Émile Zola, considerata la sua interpretazione più celebre; gli altri interpreti del dramma erano Giovanni Emanuel e una giovanissima Eleonora Duse.
Lasciata l'attività regolare, negli anni successivi Giacinta Pezzana fece solo sporadiche apparizioni e nel 1887 si ritirò ad Acicastello. Tornò sulle scene nel 1895, ma non per stagioni regolari, salvo qualche breve eccezione come nel 1903 quando partecipa alle recite di addio di Tommaso Salvini. Nel 1910 fece un'altra tournée in Sudamerica e si stabilì per qualche tempo a Montevideo, dove aprì una scuola di recitazione.
Allo scoppio della prima guerra mondiale rientrò in Italia. Nel 1915 interpretò il suo unico film, Teresa Raquin, diretto da Nino Martoglio. Si ritirò definitivamente ad Aci Castello, dove morì nel 1919.
La Pezzana incarnò un nuovo modello di attrice a cavallo tra Ottocento e Novecento: sobria, elegante, dotata di fisico statuario, trasformò i personaggi da lei interpretati creandoli da capo e dando loro un respiro "altro" rispetto alla consueta visione che si aveva di essi.
Fu maestra ammirata di Eleonora Duse e donna emancipata, come testimoniano le sue epistole con alcuni personaggi femminili dell'epoca tra i quali Sibilla Aleramo e Giorgina Saffi. Ancora prima di Sarah Bernhardt recitò en travesti il ruolo di Amleto, dimostrando grande coraggio e spirito di innovazione.

## Filmografia
- Teresa Raquin, regia di Nino Martoglio (1915)